# 美祢郵便局
美祢郵便局（みねゆうびんきょく）は、山口県美祢市にある郵便局。民営化前の分類では集配普通郵便局であった。

## 概要
住所：〒759-2299 山口県美祢市大嶺町東分立通354-7
民営化直前の、集配業務再編において、多くの集配普通郵便局は統括センターとなったが、当局は配達センターとされたため、民営化後も郵便事業株式会社の支店は併設されず、集配センターが併設された。

## 沿革
- 1940年（昭和15年）12月11日 - 吉則（よしのり）郵便局として開局。
- 1952年（昭和27年）10月1日 - 電報受付事務を開始[1]。
- 1954年（昭和29年）3月1日 - 電話通話および電報受付事務の取扱を廃止。
- 1956年（昭和31年）9月1日 - 電話通話および和文電報受付事務の取扱を開始。
- 1957年（昭和32年）9月16日 - 美祢郵便局に改称。
- 1958年（昭和33年）1月21日 - 特定郵便局から普通郵便局に局種別改定するとともに、大嶺郵便局および伊佐郵便局より移管を受けて、郵便物集配事務を開始。
- 1998年（平成10年）9月1日 - 外国通貨の両替および旅行小切手の売買に関する業務取扱を開始。
- 2006年（平成18年）9月11日 - 厚保郵便局（〒759-2199→〒759-2151）、於福郵便局（〒759-2399→〒759-2302）、豊田前郵便局（〒750-0699→〒750-0602）から集配業務を移管[2]。
- 2007年（平成19年）3月5日 - ゆうゆう窓口を廃止。
- 2007年（平成19年）10月1日 - 民営化に伴い、併設された郵便事業宇部支店美祢集配センターに一部業務を移管。
- 2012年（平成24年）10月1日 - 日本郵便株式会社発足に伴い、郵便事業宇部支店美祢集配センターを美祢郵便局に統合。

## 取扱内容
- 郵便、印紙、ゆうパック、内容証明
- 貯金、為替、振替、振込、国債、投資信託
- 生命保険、バイク自賠責保険、自動車保険
- ゆうちょ銀行ATM
- 美祢市内の一部地域（旧美祢市域の全域、〒759-22xx、759-21xx、759-23xx、750-06xx）の集配業務

## 周辺
- 美祢市役所
- 美祢市民会館
- 美祢警察署
- 美祢市消防本部・美祢消防署
- 国道316号
- 国道435号
- 厚狭川

## アクセス
- JR美祢線 美祢駅から徒歩約4分
- 中国JRバス、サンデンバス、船木鉄道バス、ブルーライン交通バス 美祢駅停留所下車
- 中国自動車道 美祢ICから西へ約3.5 km
- 駐車場あり：14台